# Trade Test Transmissions
Trade Test Transmissions es el cuarto álbum de estudio de la banda británica de pop punk Buzzcocks, publicado el 2 de junio de 1993 a través del sello discográfico Castle Records, siendo el primer disco lanzado en catorce años, después de A Different Kind of Tension de 1979.

## Lista de canciones
Todas las canciones compuestas por Pete Shelley, excepto donde se indique lo contrario.

| N.º | Título                      | Escritor(es) | Duración |  |
| 1.  | «Do It»                     |              | 3:23     |  |
| 2.  | «Innocent»                  |              | 3:34     |  |
| 3.  | «TTT»                       |              | 3:18     |  |
| 4.  | «Isolation»                 | Steve Diggle | 3:58     |  |
| 5.  | «Smile»                     |              | 2:47     |  |
| 6.  | «Last To Know»              |              | 2:52     |  |
| 7.  | «When Love Turns Around»    | Steve Diggle | 2:25     |  |
| 8.  | «Never Gonna Give It Up»    |              | 2:47     |  |
| 9.  | «Energy»                    | Steve Diggle | 3:35     |  |
| 10. | «Palm Of Your Hand»         |              | 3:22     |  |
| 11. | «Alive Tonight»             | Steve Diggle | 3:48     |  |
| 12. | «Who'll Help Me To Forget?» |              | 2:57     |  |
| 13. | «Unthinkable»               | Steve Diggle | 2:52     |  |
| 14. | «Crystal Night»             |              | 3:18     |  |
| 15. | «369»                       |              | 3:02     |  |

| Bonus tracks reedición de 2004 |                                      |              |          |  |
| N.º                            | Título                               | Escritor(es) | Duración |  |
| 16.                            | «Inside»                             |              | 2:32     |  |
| 17.                            | «Do It (Single Version)»             |              | 2:57     |  |
| 18.                            | «Trash Away (live)»                  | Steve Diggle | 4:44     |  |
| 19.                            | «All Over You (live)»                |              | 3:25     |  |
| 20.                            | «Libertine Angel»                    |              | 2:57     |  |
| 21.                            | «Roll It Over»                       | Steve Diggle | 6:07     |  |
| 22.                            | «Excerpt From 'Prison Riot Hostage'» |              | 1:59     |  |

## Personal
- Pete Shelley – guitarra, voz
- Steve Diggle – guitarra, voz
- Tony Barber – bajo
- Philip Barker – batería
- Ralph Ruppert – productor discográfico
- Ingo Vauk, Philip Bagenal - ingenieros
- Malcolm Garrett - diseño gráfico
- Pete Towndrow - fotografía